# 비르: 위대한 전사
《비르: 위대한 전사》(힌디어: वीर, 영어: Veer)는 2010년 공개된 인도의 영화이며, 니콜라이 고골의 희곡 《타라스 불바》를 기반으로 제작되었다.

## 출연

### 주연
- 살만 칸
- 소하일 칸
- 미천 차크라보티
- 재키 슈로프
- 자린 칸

### 조연
- 리사 라자러스
- 싱 슈렌드라
- 유리 수리
- 아마르 아다티아
- 기타 소토
- 델리아 안탈
- 윌리엄 첩
- 아르멘 그레이그
- 라제쉬 비벡
- 니나 굽타
- 아리안 베이드
- 모 이드리스
- 만지트 싱

## 기타
- 시각효과: 사친 볼
- 의상: 애너 싱